# Pardosa milvina
Pardosa milvina är en spindelart som först beskrevs av Nicholas Marcellus Hentz 1844.  Pardosa milvina ingår i släktet Pardosa och familjen vargspindlar. Inga underarter finns listade i Catalogue of Life.